# هنري ديريكس
هنري ديريكس مواليد 7 يوليو 1927 في بلجيكا - الوفاة 26 يونيو 2018 في جيتي، بلجيكا، كان لاعب كرة قدم بلجيكي كان يلعب في مركز الدفاع. سبق له أن لعب في كأس العالم لكرة القدم مع منتخب بلاده وذلك في مونديال عام 1954.

## المسيرة الاحترافية

### أندية لعب لها
- سانت خيلويزي

## روابط خارجية
- هنري ديريكس على موقع الاتحاد الدولي (مؤرشف)  (الإنجليزية)
- هنري ديريكس على موقع الاتحاد البلجيكي (الإنجليزية)
- هنري ديريكس على موقع قاعدة بيانات كرة القدم.إي يو (الإنجليزية)
- هنري ديريكس على موقع ناشيونال فوتبول تيمز (الإنجليزية)
- هنري ديريكس على موقع Soccerway.com (الإنجليزية)
- هنري ديريكس على موقع عالم كرة القدم.نت (الإنجليزية)